# Residuo (analisi complessa)
In analisi complessa, il residuo è un numero complesso che descrive il comportamento degli integrali di contorno di una funzione olomorfa intorno ad una singolarità isolata. 
I residui vengono calcolati facilmente e sono uno strumento potente dell'analisi complessa, poiché permettono di valutare numerosi integrali attraverso il calcolo (generalmente più semplice) di alcune derivate, tramite il teorema dei residui.

## Definizione
Sia {\displaystyle \Omega } un aperto del piano complesso {\displaystyle \mathbb {C} }, e {\displaystyle z_{0}} un punto di {\displaystyle \Omega }. Sia
{\displaystyle f:\Omega \setminus \{z_{0}\}\to \mathbb {C} ,}
una funzione olomorfa che in {\displaystyle z_{0}} ha una singolarità isolata e quindi un unico sviluppo locale in serie di Laurent
{\displaystyle f(z)=\sum \limits _{n=-\infty }^{\infty }a_{n}(z-z_{0})^{n}.}
Il residuo di {\displaystyle f} in {\displaystyle z_{0}} è l'integrale di {\displaystyle f} lungo la circonferenza {\displaystyle \gamma _{r}=\left\{z:|z-z_{0}|=r\right\}} diviso per {\displaystyle 2\pi i}:
{\displaystyle \operatorname {Res} (f,z_{0})={1 \over 2\pi i}\oint _{\gamma _{r}}f(z)\,\mathrm {d} z}
dove il raggio {\displaystyle r} è preso sufficientemente piccolo da non contenere altre singolarità isolate. In modo equivalente, il residuo di {\displaystyle f} in {\displaystyle z_{0}} è il coefficiente {\displaystyle a_{-1}} della serie di Laurent, e viene indicato con
{\displaystyle \operatorname {Res} _{z_{0}}f(z)=a_{-1}.}
Il valore del residuo non dipende dal raggio del cerchio lungo il quale avviene l'integrazione, ma solo dal comportamento della funzione nel punto di singolarità.

## Integrali di contorno
Il residuo è importante perché determina l'integrale di {\displaystyle f} lungo una curva chiusa che abbia indice di avvolgimento uno intorno alla singolarità. Ad esempio, la curva
{\displaystyle \gamma (t)=z_{0}+re^{2\pi it}\,\!}
definita su {\displaystyle [0,1]}, per {\displaystyle r} sufficientemente piccolo in modo che il suo supporto sia effettivamente in {\displaystyle \Omega }. Vale quindi
{\displaystyle \operatorname {Res} _{z_{0}}f(z)=a_{-1}={\frac {1}{2\pi \mathrm {i} }}\oint _{\gamma }f(z)\,\mathrm {d} z}
Infatti valgono le uguaglianze
{\displaystyle {\begin{aligned}\oint _{\gamma }f(z)\,\mathrm {d} z&=\oint _{\gamma }\sum \limits _{n=-\infty }^{\infty }a_{n}(z-z_{0})^{n}\,\mathrm {d} z\\&=\sum \limits _{n=-\infty }^{\infty }\oint _{\gamma }a_{n}(z-z_{0})^{n}\,\mathrm {d} z\\&=\oint _{\gamma }a_{-1}(z-z_{0})^{-1}\,\mathrm {d} z\\&=2\pi ia_{-1}\end{aligned}}}
Tutti i termini diversi da {\displaystyle n=-1} infatti non contribuiscono all'integrale, poiché la funzione {\displaystyle (z-z_{0})^{n}} ha una primitiva ben definita per ogni {\displaystyle n} maggiore di {\displaystyle -1}, data da {\displaystyle (z-z_{0})^{n+1}/(n+1)} mentre per ogni {\displaystyle n} minore di {\displaystyle -1} l'integrale su linea chiusa è nullo anche se non ben definito per {\displaystyle z=z_{0}.}  L'ultima uguaglianza può essere calcolata direttamente, traslando in {\displaystyle z_{0}=0} per comodità:
{\displaystyle {\begin{aligned}\oint _{\gamma }{\frac {1}{z}}\mathrm {d} z&=\int _{0}^{1}{\frac {1}{re^{2\pi it}}}re^{2\pi it}\cdot 2\pi i\,\mathrm {d} t\\&=\int _{0}^{1}2\pi i\,\mathrm {d} t\\&=2\pi i.\end{aligned}}}

## Calcolo del residuo
Il calcolo del residuo di una funzione {\displaystyle f(z)} in un punto {\displaystyle z_{0}} risulta particolarmente semplice nel caso in cui la singolarità isolata {\displaystyle z_{0}} sia eliminabile o un polo. Se la singolarità è eliminabile allora il residuo è automaticamente zero, mentre se {\displaystyle z_{0}} è un polo di ordine k il residuo è:
{\displaystyle a_{-1}={\frac {1}{(k-1)!}}\lim _{z\to z_{0}}{\frac {\mathrm {d} ^{k-1}}{\mathrm {d} z^{k-1}}}\left[(z-z_{0})^{k}\cdot f(z)\right]}
e in particolare, se {\displaystyle z_{0}} è un polo semplice (cioè se k = 1), allora il residuo è semplicemente:
{\displaystyle a_{-1}=\lim _{z\to z_{0}}[(z-z_{0})\cdot f(z)].}
Infatti la serie di Laurent si scrive come
{\displaystyle f(z)=\sum \limits _{n=-k}^{\infty }a_{n}(z-z_{0})^{n},}
ove {\displaystyle k} è l'ordine del polo. Ponendo
{\displaystyle g(z)=(z-z_{0})^{k}f(z)=\sum _{n=0}^{\infty }a_{n-k}(z-z_{0})^{n}},
si ottiene una funzione analitica in {\displaystyle z_{0}} con sviluppo di Taylor
{\displaystyle g(z)=\sum \limits _{n=0}^{\infty }{\frac {g^{(n)}(z_{0})}{n!}}(z-z_{0})^{n}.}
Confrontando il coefficiente del termine di grado k-1 delle due serie per g (z), risulta quindi
{\displaystyle \operatorname {Res} _{z_{0}}f(z)=a_{-1}={\frac {1}{(k-1)!}}g^{(k-1)}(z_{0}).}

## Residuo all'infinito
Una funzione olomorfa {\displaystyle f:\Omega \to \mathbb {C} } è definita in un intorno dell'infinito {\displaystyle \Omega } se esiste un {\displaystyle R>0} tale che l'aperto {\displaystyle \Omega } contenga tutti gli {\displaystyle z} con modulo {\displaystyle |z|>R}. In questo caso, è definito il residuo all'infinito di {\displaystyle f(z)} come
{\displaystyle \operatorname {Res} _{\infty }f(z)=-{\frac {1}{2\pi \mathrm {i} }}\oint _{\gamma }f(z)\,\mathrm {d} z}
dove 
{\displaystyle \gamma (t)=R'e^{2\pi it}}
è una curva qualsiasi con {\displaystyle R'>R} (il risultato non dipende da questa scelta).
In particolare, il residuo all'infinito può essere determinato come
{\displaystyle \operatorname {Res} _{\infty }f(z)=-\operatorname {Res} _{\omega =0}{\frac {1}{\omega ^{2}}}f\left({\frac {1}{\omega }}\right)}
Tale relazione discende da un semplice cambio di variabile (o trasformazione conforme) che manda la variabile z nella sua inversa {\displaystyle \omega =z^{-1}}. Segue allora che
{\displaystyle {\begin{aligned}\oint f(z)\,\mathrm {d} z&=-\oint _{\tilde {\gamma }}f\left({\frac {1}{\omega }}\right)\,\mathrm {d} \left({\frac {1}{\omega }}\right)\\&=\oint _{\tilde {\gamma }}{\frac {1}{\omega ^{2}}}f\left({\frac {1}{\omega }}\right)\,\mathrm {d} \omega ,\end{aligned}}}
ove 
{\displaystyle {\tilde {\gamma }}(t)={\frac {1}{R'}}e^{-2\pi it}.}
Risulta allora che la funzione ha un punto singolare isolato nella nuova variabile ω  dove essa vale 0. Ad essa si applica allora il teorema dei residui, da cui discende la formula per il residuo all'infinito. Da notare che la rappresentazione sulla sfera di Riemann fornisce una rappresentazione potente della situazione matematica descritta.

## Esempi

### Esempio 1
Sia {\displaystyle f:\mathbb {C} \setminus \left\{-1\right\}\rightarrow \mathbb {C} },
{\displaystyle f(z)={\frac {1}{1+z}}}.
Poiché {\displaystyle f} è olomorfa intorno a {\displaystyle w}, per ogni {\displaystyle w\neq -1}, lo sviluppo di Laurent di {\displaystyle f} in {\displaystyle w} è lo sviluppo di Taylor, dunque {\displaystyle a_{-1}=0} e dunque {\displaystyle \operatorname {Res} (f(z),w)=0} se {\displaystyle w\neq -1}.
Lo sviluppo di Laurent di {\displaystyle f} in {\displaystyle -1} è
{\displaystyle {\frac {1}{1+z}}={\frac {1}{z-(-1)}}}
dunque {\displaystyle a_{-1}=1} e allora {\displaystyle \operatorname {Res} (f(z),-1)=1}. Per {\displaystyle w\neq 0}, considero la
{\displaystyle {\begin{aligned}-{\frac {1}{w^{2}}}{\frac {1}{1+{\frac {1}{w}}}}&=-{\frac {1}{w}}{\frac {1}{1+w}}\\&={\frac {-1}{w}}\,(1-w+w^{2}-w^{3}+\cdots )\end{aligned}}}
e dunque {\displaystyle \operatorname {Res} (f(z),\infty )=-1}.

### Esempio 2
Sia {\displaystyle f:\mathbb {C} \setminus \left\{-1\right\}\rightarrow \mathbb {C} },
{\displaystyle f(z)={\frac {z}{1+z}}}.
Mostrare che {\displaystyle \operatorname {Res} (f(z),z_{0})=0} se {\displaystyle z_{0}\neq -1},
{\displaystyle \operatorname {Res} (f(z),-1)=-1} e
{\displaystyle \operatorname {Res} (f(z),\infty )=1}.
Poiché {\displaystyle f(z)={\frac {z}{1+z}}} è olomorfa intorno a {\displaystyle z_{0}}, per ogni {\displaystyle z_{0}\neq -1}, lo sviluppo di Laurent di {\displaystyle f} in {\displaystyle z_{0}} è lo sviluppo di Taylor, dunque {\displaystyle a_{-1}=0} e dunque {\displaystyle \operatorname {Res} (f(z),z_{0})=0} se {\displaystyle z_{0}\neq -1}, come nel caso precedente.
Lo sviluppo di Laurent di {\displaystyle f} in {\displaystyle -1} è
{\displaystyle {\begin{aligned}{\frac {z}{1+z}}&={\frac {1+z-1}{1+z}}\\&=1-{\frac {1}{1+z}}\\&=1+{\frac {-1}{z-(-1)}}\end{aligned}}}
dunque {\displaystyle a_{-1}=-1} e allora {\displaystyle \operatorname {Res} (f(z),-1)=-1}. Per {\displaystyle w\neq 0}, considero la
{\displaystyle {\begin{aligned}-{\frac {1}{w^{2}}}{\frac {\frac {1}{w}}{1+{\frac {1}{w}}}}&=-{\frac {1}{w^{2}}}{\frac {1}{1+w}}\\&={\frac {-1}{w^{2}}}\,(1-w+w^{2}-w^{3}+\cdots )\\&=-{\frac {1}{w^{2}}}+{\frac {1}{w}}-1+w-\cdots \end{aligned}}}
e dunque {\displaystyle \operatorname {Res} (f(z),\infty )=1}.

### Esempio 3
Sia {\displaystyle f:\mathbb {C} \setminus \left\{\pm i\right\}\rightarrow \mathbb {C} },
{\displaystyle f(z)={\frac {1}{z^{2}+1}}={\frac {1}{(z+i)(z-i)}}}.
{\displaystyle \operatorname {Res} (f(z),i)=\lim _{z\rightarrow i}{\frac {z-i}{z^{2}+1}}=\lim _{z\rightarrow i}{\frac {1}{z+i}}={\frac {1}{2i}}}
perché {\displaystyle z^{2}+1} ha grado 2 ma i due poli in {\displaystyle \pm i} hanno ciascuno molteplicità 1.